# Cortes de Tortosa (1225)
As Cortes de Tortosa  foram convocadas pela primeira vez em abril de 1225, na comarca de Tortosa (na atual província de Tarragona, Catalunha, Espanha) pelo rei Jaime I de Aragão para tratar a reconquista das terras muçulmanas a sul do seu reino. A sua importância jurídica radica em que fizeram parte do período de nascimento de uma nação, assim como da formação e expansão de um estado entre 785 e 1412. Apesar de que anteriormente durante o reinado de Afonso VIII em 1169 já se celebraram umas cortes em Burgos, a primeira referência na Espanha de uso do termo "corte" aparece registrada na documentação dos ordenamentos desta assembleia sob o nome catalão de corts. Uma das imposições que Jaime aprovou nelas, foi o pagamento ao bispo de 120 soldos em moeda de duplo a todos aqueles que quebrassem o tratado de paz e trégua.